# Spodnje Stranje
Spodnje Stranje este o localitate din comuna Kamnik, Slovenia, cu o populație de 209 locuitori.